# يويتشي كوبو
يويتشي كوبو (باليابانية: 久保 裕一) (26 سبتمبر 1988 في واكاياما في اليابان – )؛ هو لاعب كرة قدم ياباني سابق كان يلعب كمهاجم.

## وصلات خارجية
- يويتشي كوبو على موقع رابطة كرة القدم اليابانية للمحترفين (اليابانية)
- يويتشي كوبو على موقع قاعدة بيانات كرة القدم.إي يو (الإنجليزية)
- يويتشي كوبو على موقع Soccerway.com (الإنجليزية)
- يويتشي كوبو على موقع عالم كرة القدم.نت (الإنجليزية)